# Черният списък
„Черният списък“ (на английски: The Blacklist) е американски сериал, създаден от Джон Бокенкамп. Премиерата му е на 23 септември 2013 г. по NBC.
На 22 февруари 2022 г. г. е подновен за десети и последен сезон, който започва на 26 февруари 2023 г. и приключва с двучасов финал на 13 юли 2023 г.

## Актьорски състав
| Актьор          | Персонаж          | Сезони     | Сезони     | Сезони |        |
| Актьор          | Персонаж          | 1          | 2          | 3      |        |
| --------------- | ----------------- | ---------- | ---------- | ------ | ------ |
| Джеймс Спейдър  | Реймънд Редингтън | Главна     | Главна     | Главна |        |
| Меган Буун      | Елизабет Кийн     | Главна     | Главна     | Главна |        |
| Диего Клатенхоф | Доналд Реслър     | Главна     | Главна     | Главна | Главна |
| Райън Еголд     | Томас Кийн        | Главна     | Главна     | Главна |        |
| Парминдер Награ | Мийра Малик       | Главна     |            |        |        |
| Хари Леникс     | Харолд Купър      | Главна     | Главна     | Главна | Главна |
| Амир Арисън     | Арам Можтабаи     | Епизодична | Главна     | Главна |        |
| Можан Марно     | Самар Наваби      |            | Главна     | Главна |        |
| Хишам Тафик     | Дембе Зума        | Епизодична | Епизодична | Главна |        |

## Епизоди
| Сезон | Сезон | Епизоди | Излъчване            | Излъчване      |
| Сезон | Сезон | Епизоди | Начало               | Финал          |
| ----- | ----- | ------- | -------------------- | -------------- |
|       | 1     | 22      | 23 септември 2013 г. | 12 май 2014 г. |
|       | 2     | 22      | 22 септември 2014 г. | 14 май 2015 г. |
|       | 3     | 23      | 1 октомври 2015 г.   | 19 май 2016 г. |
|       | 4     | 22      | 22 септември 2016 г. | 18 май 2017 г. |
|       | 5     | 22      | 27 септември 2017 г. | 16 май 2018 г. |
|       | 6     | 22      | 3 януари 2019 г.     | 17 май 2019 г. |
|       | 7     | 19      | 4 октомври 2019 г.   | 15 май 2020 г. |
|       | 8     | 22      | 13 ноември 2020 г.   | 23 юни 2021 г. |
|       | 9     | 22      | 21 октомври 2021 г.  | 27 май 2022 г. |
|       | 10    | 22      | 26 февруари 2023 г.  | 13 юли 2023 г. |

## „Черният списък“ в България
В България сериалът започва излъчване на 15 декември 2015 г. Веднага след първия сезон е излъчен и вторият. На 18 януари 2017 г. започва третият сезон, всеки делник от 21:00. За последно е излъчен епизод на 2 февруари. На 31 юли продължава от дванайсетия епизод, всеки делник от 23:00 и завършва на 15 август. На 16 август започва четвъртият сезон. На 31 август 2021 г. започва петият сезон и завършва на 29 септември. На 30 септември започва шестият сезон със същото разписание и приключва на 29 октомври. На 4 март 2023 г. започва седмият сезон с разписание от вторник до събота от 00:30 и приключва на 30 март. На 31 март започва осмият сезон и завършва на 29 април. На 2 май започва деветият сезон и приключва на 31 май. На 23 април 2025 г. започва десетият сезон от вторник до събота от 01:30. Ролите се озвучават от артистите Нина Гавазова от първия до десетия сезон, Силвия Русинова от първия до четвъртия, Ани Василева от първия до деветия, Христина Ибришимова в десетия, Николай Николов, Силви Стоицов и Христо Узунов.
На 29 ноември 2018 г. започва и по „Фокс“, всеки четвъртък от 21:00.